# Vibrační pěch

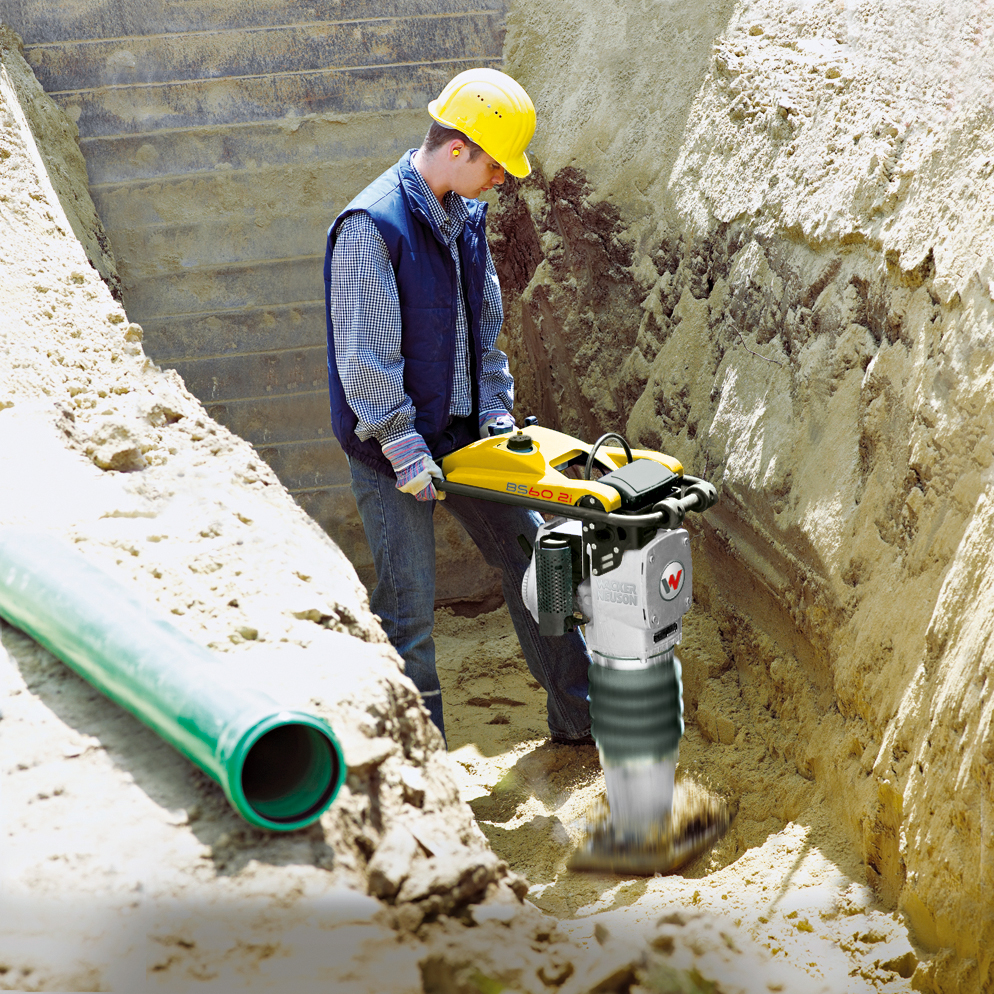
Práce s vibračním pěchem Wacker Neuson ve výkopu

Vibrační pěch neboli mechanické dusadlo, slangově nazýván žába (anglicky Jumping jack compactor) patří mezi hutnící stroje, tzn. stroje určené pro hutnění zeminy. Využívá rázový účinek, uplatnění najde zejména tam, kde není možné použít větší vibrační desky, například ve výkopech, kolem potrubí apod. Díky rázovému účinku a vysoké úderové síle se hodí i pro udusávání špatně zhutnitelných materiálů, např. jílů. 
Řadí se mezi malou stavební mechanizaci a obecně není třeba k manipulaci průkaz strojníka. Váží cca 60–80 kg. Vzhledem k hlučnosti (až 105 dB) platí časové omezení pro použití v blízkosti obytných budov (od 18 do 6 hod je zakázáno pěch používat).
Pracovní částí je ocelová deska (patka) různě dlouhá a široká cca 30 cm s vibrátorem, nejčastěji poháněným spalovacím motorem. Motor má většinou filtrační systém pro ochranu před zvýšenou prašností. Vlivem vibrací se patka pohybuje nahoru (do výšky 2–8 cm od země) a dolů a vibrace se tak přenášejí na hutněný materiál. Držadlo pěchu bývá vybaveno tlumičem vibrací, část vibračních rázů přesto přechází do rukou obsluhy.